# FairTax Act
Das FairTax Act ist ein US-amerikanischer Gesetzentwurf, der die Abschaffung aller Steuern (u. a. Einkommensteuer), Abgaben und (Sozial-)Versicherungsbeiträge des Bundes und dafür die Einführung einer einheitlichen, nationalen Umsatzsteuer als einziger Steuer des Bundes fordert. Zur Sicherstellung einer Art Steuerprogression soll an jeden Haushalt monatlich ein Betrag ausgezahlt werden, welcher der auf die zum Existenzminimum notwendigen Güter zu bezahlenden Umsatzsteuer (FairTax) entspricht.
Alle anderen Steuern lägen dann im Verantwortungsbereich der einzelnen Bundesstaaten.
Prominente Befürworter des FairTax Act sind unter anderem US-Senator Saxby Chambliss und die ehemaligen (republikanischen) US-Präsidentschaftsbewerber Mike Huckabee und Ron Paul.
Im Jahr 2005 beauftragte Präsident Bush ein Beratergremium die Durchführung einer „FairTax“ zu untersuchen. Das Gremium untersuchte verschiedene Umsetzungsarten kam aber zu dem Ergebnis, dass die „FairTax“ wegen Schwierigkeiten bei der Vollstreckung und Verwaltung als nicht erstrebenswert erscheint. Insbesondere wurde kalkuliert, dass die Steuerumgehung und Hinterziehung im aktuellen Steuersystem bis zu 15 % betragen könnte, bei einer Umstellung auf die „FairTax“ aber mit Steuerumgehung und Hinterziehung in Höhe von 15 – 30 % zu rechnen ist.
Die Präsidentschaftsbewerber John McCain (Republikaner) und Barack Obama (Demokraten) unterstützen den „FairTax“ - Gesetzentwurf nicht. McCain erklärte aber, dass er ein entsprechendes Gesetz unterzeichnen würde, wenn es vom Kongress beschlossen würde.